# آتانویل
آتانویل (به فرانسوی: Attainville) یک کمون در فرانسه است که در Seine-et-Oise واقع شده‌است. آتانویل ۷٫۱۶ کیلومتر مربع مساحت دارد.